# HMS Monarch (1868)
HMS Monarch був першим морехідним британським військовим кораблем, який ніс свої гармати в баштах, і першим, озброєним 12-дюймовими (305-мм) гарматами. 

## Конструкція

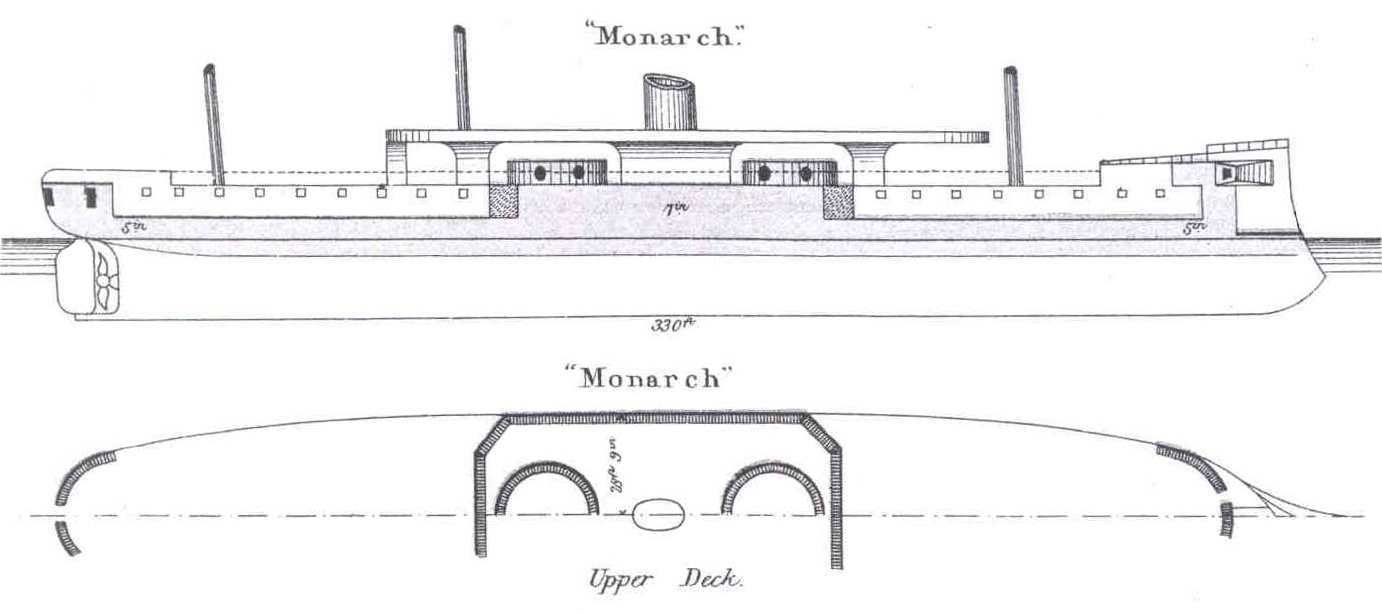
Схема розташування гармат та башт, у Brassey's Naval Annual 1888

Його спроєктував сер Едвард Рід в той час, коли основні характеристики конструкції лінійних кораблів зазнавали значних змін одночасно в багатьох аспектах. Парус поступово поступався місцем паровій машині, дерев'яні корпуси замінювались металевими, гладкоствольну артилерію витісняли нарізні гармати, зростала товщина і маса броні. У середовищі військово-морських конструкторів наростала дискусія щодо потреби відмови від розміщення озброєння по бортах на користь башт. За таких умов будь-яка конструкція лінійного корабля була приречена на певні компроміси, і конструкція «Монарха» була саме такою.